# Ad musicæ sacræ restitutionem
A música sacra da restituição (do latim: Ad musicæ sacræ restitutionem) é um documento eclesiástico, do tipo Motu Proprio (normativa da Igreja Católica), emitido pelo Papa São Pio X em 22 de novembro de 1922, com o objetivo de conferir estatutos ao Pontifício Instituto de Música Sacra (fundado em 1910 por Pio X  com a denominação de “Escola Superior de Música Sacra”), confirmando a sua dependência direta da Sé Apostólica.

## Documentos católicos
A Igreja Católica, desde a Idade Média, emitiu determinações sobre a música sacra, na forma de bulas pontifícias, encíclicas (epístolas encíclicas ou cartas encíclicas), constituições, decretos, instruções, motu proprio, ordenações, éditos e outras. A maior parte dessas decisões foi local ou pontual, e apenas algumas tiveram caráter geral, dentre as quais estão, segundo Paulo Castagna, os doze conjuntos de determinações mais impactantes na prática musical, do século XIV ao século XX, excetuando-se destas as inúmeras instruções cerimoniais (ou rubricas) dos livros litúrgicos:
1. A Bula Docta Sanctorum Patrum de João XXII (1325);[5]
2. O Decreto do que se deve observar e evitar na celebração da Missa de 17 de setembro de 1562, da Seção XXII do Concílio de Trento;[6][7]
3. O Cæremoniale Episcoporum (Cerimonial dos Bispos), publicado por Clemente VIII em 1600, reformado por Bento XIV em 1752 e por Leão XIII 1886;
4. Os Decretos da Sagrada Congregação dos Ritos (1602-1909);
5. A Constituição Piæ sollicitudinis studio, de Alexandre VII (23 de abril de 1657);
6. A Carta Encíclica Annus qui hunc, do papa Bento XIV (19 de fevereiro de 1749);[4]
7. A Ordinatio quoad sacram musicen, da Sagrada Congregação dos Ritos (25 de setembro de 1884);[8]
8. O Decreto Quod sanctus Augustinus de Leão XIII (7 de julho de 1894), ratificado pela Sagrada Congregação dos Ritos como decreto n.3830;
9. O Motu Proprio Inter pastoralis officii sollicitudines (Tra le sollecitudini) de Pio X (22 de novembro de 1903);[9][10][11]
10. A Carta Encíclica Musicæ sacræ disciplina sobre a música sacra, do papa Pio XII (25 de dezembro de 1955);[12][13]
11. A Instrução De musica sacra et sacra liturgia sobre música sacra e liturgia, do papa Leão XXIII, 3 de setembro de 1958;[14]
12. O Decreto Sacrosanctum Concilium sobre música sacra do Concílio Vaticano II (4 de dezembro de 1963);[15]

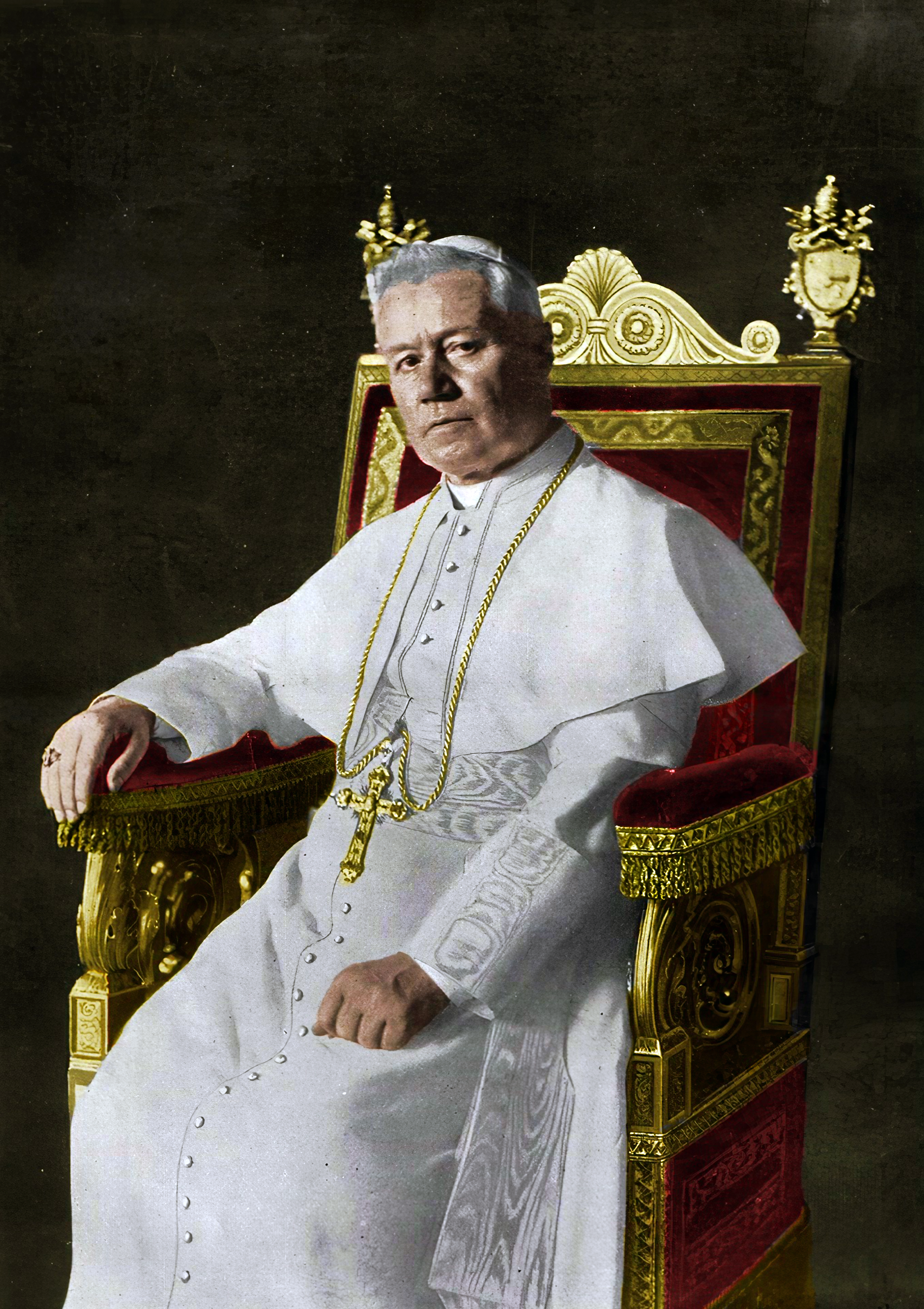
Papa Pio X, autor do Motu Proprio Inter plurimas pastoralis (Tra le sollecitudini).